# Lisa's Sax
Lisa's Sax (El saxo de Lisa en España y El sax de Lisa en Hispanoamérica) es el tercer episodio de la novena temporada de la serie animada Los Simpson, estrenado originalmente por la cadena FOX el 19 de octubre de 1997. En el cuarto episodio de la serie que trata sobre el pasado, se explica cómo obtuvo Lisa su saxofón. Los productores ejecutivos del capítulo fueron Al Jean y Mike Reiss y fue el primer episodio que Jean escribió sin Reiss. Fue dirigido por Dominic Polcino y la estrella invitada fue Fyvush Finkel, quien se interpreta a sí mismo haciendo el papel de Krusty en una película.

## Sinopsis
El episodio inicia con un musical entre Marge y Homer, Homer está viendo la televisión, escucha a Lisa, manda a Bart a ver lo que pasa; este arroja el saxofón de Lisa por la ventana, luego discutir con ella. Este se destruye, y Lisa le cuenta a Homer que nunca conoció la historia de su saxofón, entonces la familia se lo cuenta.
Bart a los seis años, desde su primer día de escuela, estaba teniendo problemas psicológicos. Un día en el psicólogo de la escuela, los padres se enteran de que Bart es homosexual, luego de descartar esta teoría, ya que era el expediente equivocado (para ser más exactos de Milhouse). El psicólogo les avisa que Bart no tiene futuro y que Lisa aún de tres años, sí lo tiene. Marge y Homer intentan matricularla en una escuela para superdotados, pero al verse sin dinero, deciden utilizar el monto ahorrado para el aire acondicionado, Homer no quiere porque justo en ese momento Springfield pasaba por una ola de calor, luego de robar el aparato a Flanders. Mientras tanto, la suerte de Bart empezó a mejorar, siendo el payaso de clase sin importar meterse en problemas. El día de la compra del aire acondicionado, Lisa le pide el saxofón a Homer; quien al final y a regañadientes lo compra.
Volviendo al presente, al ver su saxofón destrozado, Lisa rompe a llorar, pero Marge la tranquiliza diciéndole que le comprarían un nuevo saxofón con un dinero ahorrado para el aire acondicionado. Homer se lo compra.
Al final del episodio, luego de ver imágenes de Lisa con su viejo saxofón, Lisa, con el nuevo, toca la canción "Baker Street", de Gerry Rafferty.

## Producción
Este fue el primer episodio en el que Al Jean apareció en los créditos como el escritor. Antes de este episodio, todos sus trabajos habían sido compartidos con Mike Reiss. Para escribir el episodio, colaboraron Jean, Reiss y David Stern, entre otros. Según Jean, el episodio final contuvo entre un 80 y un 90% de su libreto original. Fue el sexto episodio basado en recuerdos de la serie. «The Way We Was» fue el primero con esta temática, basándose en la graduación de preparatoria de Homer en 1974; para este episodio fue más difícil ubicar un tiempo específico, ya que la historia se lleva a cabo en 1990. Originalmente, el episodio era muy corto, por lo que se le añadió el clip de Lisa tocando el saxofón al final para extenderlo.
El dibujo de Krusty en carbónico fue realizado completamente por Dominic Polcino. Fue un episodio fácil de dirigir para Polcino debido a la ausencia de público y por ser diferente a los demás. Este fue el último episodio en el cual Doris Grau hizo la voz de la Cocinera Doris, pese a que se emitió dos años después de su fallecimiento. Fue la última vez que el personaje habló hasta el episodio de la decimoctava temporada «The Mook, the Chef, the Wife and Her Homer» cuando fue personificada por Tress MacNeille.